# Anthurium carchiense
Anthurium carchiense är en kallaväxtart som beskrevs av Thomas Bernard Croat. Anthurium carchiense ingår i släktet Anthurium och familjen kallaväxter. Inga underarter finns listade.